# Karl Raimund Lorenz
Karl Raimund Lorenz (* 16. Februar 1909 in Leitmeritz, Österreich-Ungarn; † 12. April 1996 in Graz, Österreich) war ein österreichischer Architekt, Hochschullehrer und Rektor der Technischen Hochschule Graz. Er zählt zu den prägenden Persönlichkeiten des Wiederaufbaus in Österreich nach dem Zweiten Weltkrieg und war ein bedeutender Vertreter der modernen Architektur in der Steiermark.

## Leben
Lorenz wurde 1909 im böhmischen Leitmeritz geboren. Nach dem Besuch der Realschule in Graz absolvierte er ein Architekturstudium an den Technischen Hochschulen in Wien, Graz und Berlin, das er 1934 abschloss. Anschließend arbeitete er im Atelier von Hans Poelzig in Berlin. Zwischen 1935 und 1940 war er an mehreren bedeutenden Projekten in der Türkei beteiligt, darunter am Bau der Staatsoper und der Musikakademie in Istanbul sowie verschiedene Gebäude in Ankara.
Ab 1939 war er im Hoch- und Brückenbau im Rahmen des deutschen Autobahnbaus tätig und wurde zum Leiter des Hochbaus der Obersten Bauleitung der Reichsautobahnen ernannt.
Nach dem Zweiten Weltkrieg kehrte Lorenz nach Österreich zurück. 1946 erhielt er eine Professur für Gebäudelehre und Entwerfen an der Technischen Hochschule Graz (heute Technische Universität Graz), wo er bis zu seiner Emeritierung 1979 tätig war. Von 1952 bis 1953 war er Rektor der Hochschule. Von 1946 bis 1952 und 1976 bis 1977 war er Dekan der Fakultät für Architektur.  Neben seiner akademischen Tätigkeit war er von 1951 bis 1954 Präsident der Künstlervereinigung Sezession Graz.
Von 1946 bis 1950 schrieb er als Autor für die Wochenzeitung Die Furche.
Er starb am 12. April 1996 und wurde am Katholischen Stadtfriedhof St. Peter in Graz bestattet (Grab: P-F--478).

## Werke
Das architektonische Werk von Karl Raimund Lorenz ist durch eine funktionale, moderne Formensprache geprägt. In den Jahren nach dem Krieg war er maßgeblich am Wiederaufbau und an der Neugestaltung öffentlicher Bauten in der Steiermark und in Wien beteiligt. Zu seinen bekanntesten Projekten zählen:
Sakralbauten:
- Mariä-Geburt-Kirche, Wien (1957) – Wiederaufbau nach Bombenangriff
- Pfarrkirche „Zur Heiligen Familie“, Graz-Andritz (1960) – Sakralbau mit freistehendem Glockenturm und mit Pergola verbundenen Pfarrhaus - denkmalgeschützt
- Pfarrkirche Am Schüttel, Wien (1960–1962) – Sakralbau mit freistehendem Glockenturm
- Grazer Dom, Graz (1962/1963) – Neugestaltung des Kircheninnenraumes
- Salvatorkirche, Graz-Geidorf (1969) – Sakralbau
- Heilig-Geist-Kirche im Missionshaus St. Gabriel, Mödling (1979) – Umgestaltung nach Entwürfen von Heimo Widtmann, Ausführungsleitung bei Edda Gellner, Fritz Neuhold und Karl Raimund Lorenz

Weltliche Bauten:
- Wohnhausanlage Roter Berg, Wien (1948–1949) – eine der ersten Wiener Wohnhausanlagen nach dem Krieg[9]
- Elisabethhochhaus, Graz (1954–1964) – ein städtebaulich bedeutender Wohnbau in zentraler Lage (gemeinsam mit Friedrich Zotter)[10]
- Institut für Wasserbau und Wasserwirtschaft der TU (1959–1964) – denkmalgeschützt
- Ehem. Chemieinstitut TU-Graz (Institut für Chemische Technologie) (1952–1960) – denkmalgeschützt